# Decora

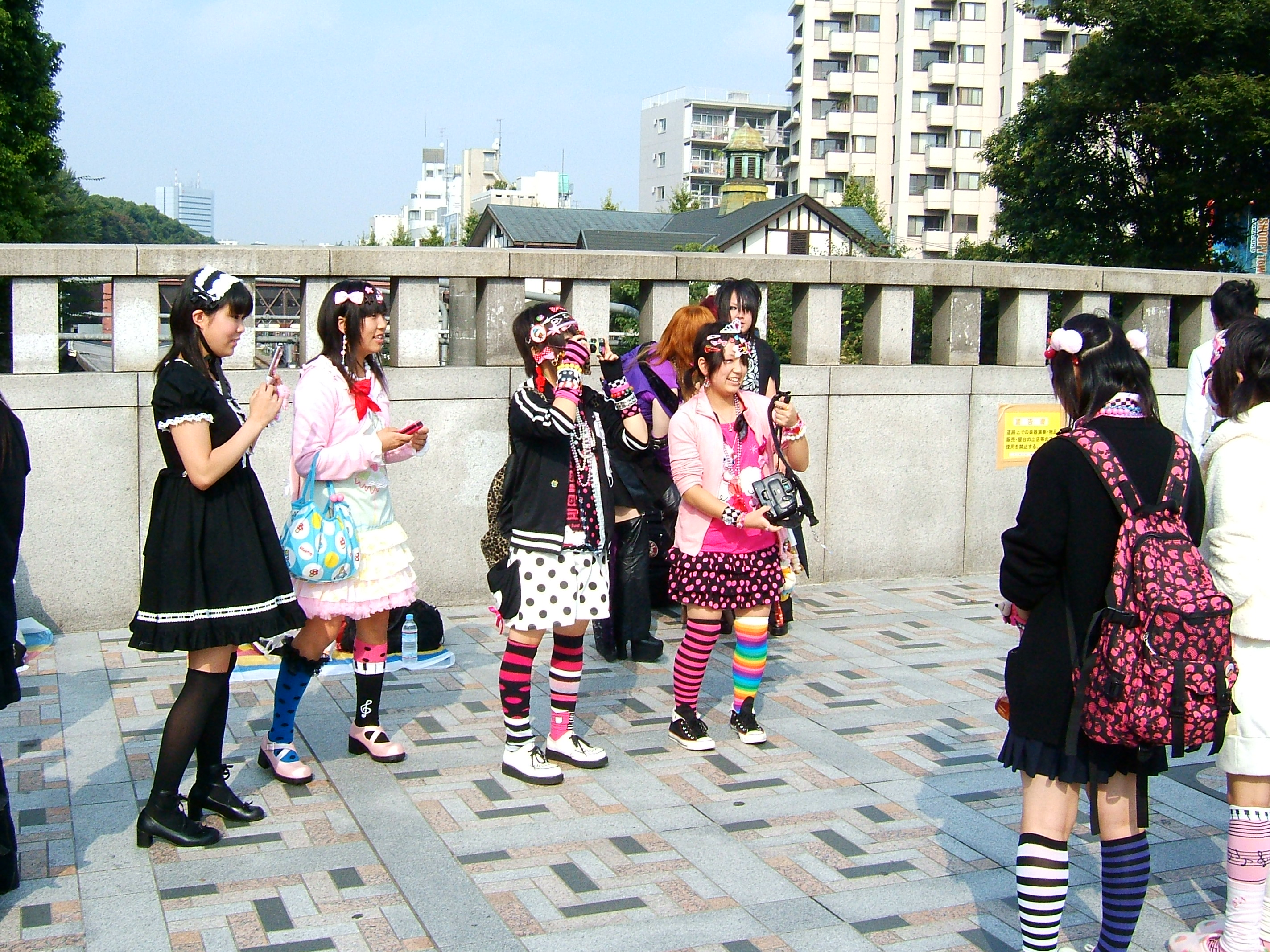
Exempel på denna klädstil

Decora är en japansk klädstil. Den är färgglad och spexig och kännetecknas av att personen har många kläder och plastiga accessoarer. Stilen kan anses gå ut på att vara barn så länge som möjligt.
Utanför Japan kallas stilen ofta felaktigt för Fruits, som egentligen kommer från tidningen FRUiTS som är inriktat på det japanska gatumodet, där Decoras ingår.
Decora kan även kallas Harajuku.
Mest visar man upp decora på Harajuku Bridge i Japan där man visar upp olika stilar m.m.
Decora/Harajuku kan bäras av både killar och tjejer, i många fall är killarna rätt så mer svarta än vad tjejerna brukar vara men det kan variera.

## Kännetecken
Decoras klär sig i färgglada kläder lager på lager. Deras hår är ofta färgat i två eller flera färger och är täckta med söta, färgglada klämmor, hårspännen och diadem. Decoras har även väskor i form av mjukisdjur och överdrivet av färgglada halsband, gärna barnsliga plastpärlor etc. runt halsen. De mest använda är Sanrios Hello Kitty och Miffy. Decoras har också ofta sina mobiltelefoner täckta med glitter, massa mobilsmycken och decorationsstenar. Det finns 5 decora stilar om man räknar med kigurumi t.ex. casual decora, dark decora och rainbow decora. Alla decora stilar är färgglada utom dark decora.